# Roland Kuhn
Pour les articles homonymes, voir Kuhn.
Roland Kuhn est un psychiatre suisse né à Bienne, dans le canton de Berne, le 4 mars 1912 et mort le 10 octobre 2005 à Scherzingen, dans le canton de Thurgovie.

## Biographie
Roland Kuhn naît à Bienne, dans le canton de Berne, le 4 mars 1912. Il est le fils d'Ernst Kuhn, éditeur et libraire, et d'Alice Schneider. Il fait des études de médecine à Berne et Paris et obtient son diplôme de médecin en 1937, puis il est assistant à la clinique psychiatrique universitaire de la Waldau à Berne (1937-1939). Il épouse la psychiatre Verena Gebhart. Il est nommé en 1939 à l'hôpital psychiatrique de Münsterlingen, dans le canton suisse de Thurgovie, sur la rive sud du lac de Constance. Il dirige l'hôpital de 1971 à 1980, puis exerce en libéral à Scherzingen, près de Münsterlingen. 
Il obtient une habilitation universitaire en 1957 et enseigne à l'université de Zurich de 1957 à 1983. Il est nommé professeur titulaire en 1966. 
Il est considéré comme un pionnier de la recherche sur le test de Rorschach. Il découvre par ailleurs en 1957 l'effet de l'imipramine, un anti-antidépresseur variante de la chlorpromazine, sur les personnes atteintes de schizophrénie. Les résultats de ses recherches sont publiés en 1957 par le Journal Suisse de Médecine.
Il meurt le 10 octobre 2005 à Scherzingen, localité de la commune de Münsterlingen dans le canton de Thurgovie.

## Expérimentations cliniques sur des patients
En collaboration avec des sociétés pharmaceutiques, une soixantaine de médicaments, dont certains en étaient encore au stade des essais, ont été administrés, souvent à leur insu, à de nombreux patients — au moins 3 000 personnes sont identifiées — de l'hôpital psychiatrique de Münsterlingen, de 1946 à 1980. Selon l'historienne suisse Marietta Meier, qui a dirigé l'enquête demandée par le canton de Thurgovie et qui sert de base à l'ouvrage Testfall Münsterlingen: Klinische Versuche in der Psychiatrie, 1940-1980, 36 patients sont morts durant ces expériences, pour lesquelles Roland Kuhn a été rémunéré par les laboratoires,.

## Hommages et distinctions
- Deux symposia sont organisés en son honneur, en 1992 et en 2002 à Münsterlingen[1].
- Docteur honoris causa de l'UCLouvain, de l'université de Bâle et de la Faculté des sciences de Paris[1].
- Médaille Hans-Prinzhorn (2004)[2]